# Група екзотичних дерев (Суми)
Гру́па екзоти́чних дере́в — ботанічна пам'ятка природи місцевого значення в Україні. Об'єкт природно-заповідного фонду Сумської області.
Розташована в місті Суми, вул. Люблінська, 17 (у дворі та біля окружної межі ветлабораторії).
Площа 0,0336 га. Статус надано згідно з рішенням облвиконкому від 20.06.1972 року № 305, рішення облради від 27.06.2008 року. Перебуває у віданні: Сумська державна лабораторія ветеринарної медицини.
Статус надано для збереження групи дерев, серед яких: дуб пірамідальний, ґінко дволопатеве, бундук, липа європейська.